# Provincia Cordillera
Cordillera (Provincia de Cordillera) este o provincie din regiunea Metropolitană Santiago, Chile, cu o populație de 608.235 locuitori (2012) și o suprafață de 5528,3 km2.